# Darevskia rudis
Darevskia rudis är en ödleart som beskrevs av  Jacques von Bedriaga 1886. Darevskia rudis ingår i släktet Darevskia och familjen lacertider. IUCN kategoriserar arten globalt som livskraftig.

## Underarter
Arten delas in i följande underarter:
- D. r. bischoffi
- D. r. bithynica
- D. r. chechenica
- D. r. macromaculata
- D. r. obscura
- D. r. rudis
- D. r. svanetica
- D. r. tristis